# Gary L. Miller
Gary Lee Miller (* 20. Jahrhundert) ist ein US-amerikanischer Informatiker.

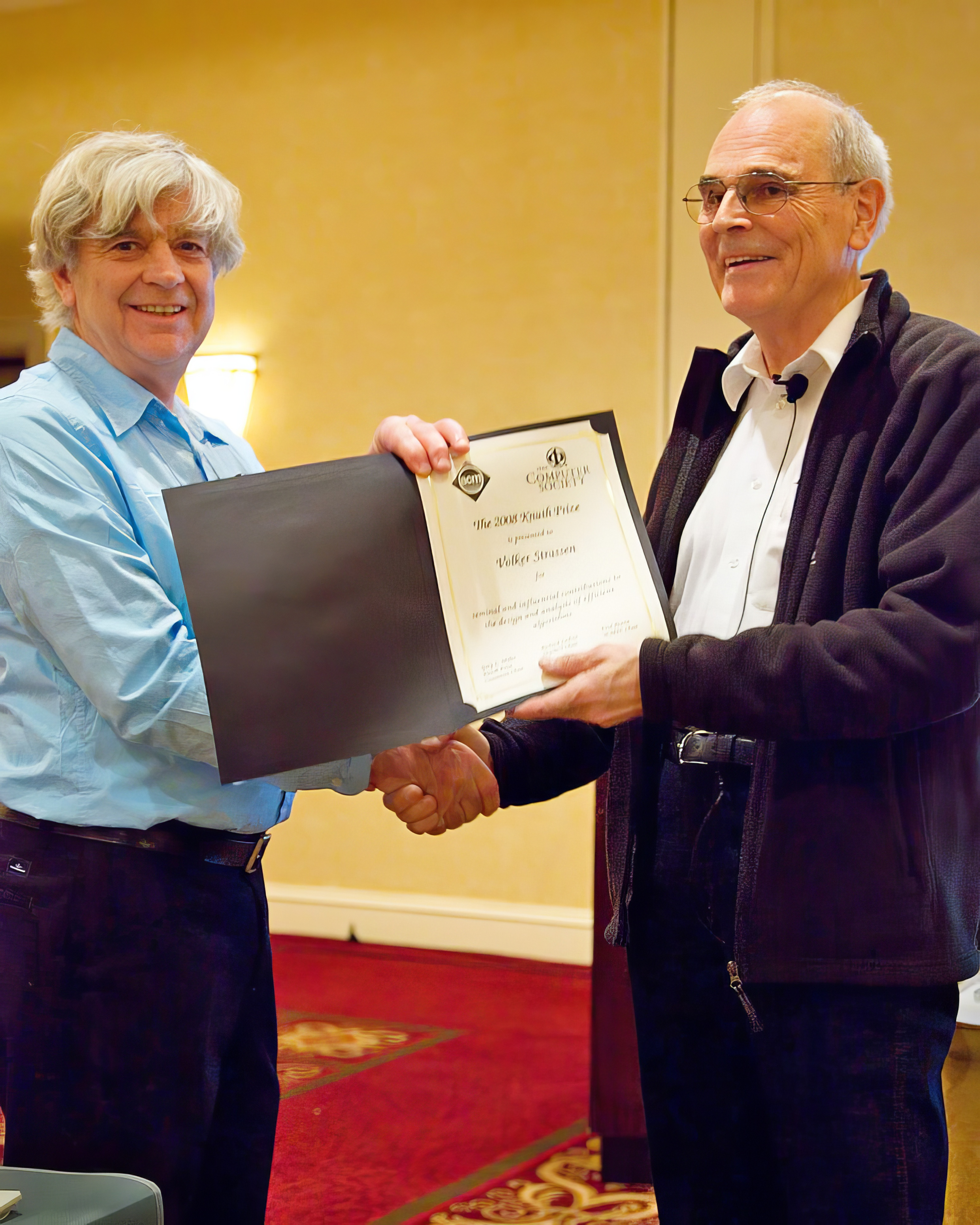
Gary Miller (links) mit Volker Strassen (2009)

Miller wurde 1975 an der University of California, Berkeley, bei Manuel Blum promoviert (Riemann´s Hypothesis and Tests for Primality). Miller ist Professor für Informatik an der Carnegie Mellon University.
Miller beschäftigte sich mit Algorithmischer Zahlentheorie und ist hier vor allem für den Miller-Rabin-Test mit Michael O. Rabin bekannt. Er befasste sich auch mit rechnergestützter Geometrie (Computational Geometry), Parallelalgorithmen, zufallsbasierten (randomisierten) Algorithmen und Wissenschaftlichem Rechnen (Scientific Computing).
2003 erhielt er mit Robert Solovay, Michael Rabin und Volker Strassen den Paris-Kanellakis-Preis der Association for Computing Machinery (ACM). 2002 wurde er Fellow des ACM. 2013 wurde er mit dem Knuth-Preis ausgezeichnet.
Zu seinen Doktoranden zählen Susan Landau, Jonathan Shewchuk, Tom Leighton und Shang-Hua Teng.